# Phoenix Suns 2022-2023
Questa voce raccoglie le informazioni riguardanti i Phoenix Suns nella stagione NBA 2022-2023.

## Stagione
Quella del 2022-2023 è la 55ª stagione della franchigia, la 55ª nella NBA, la 55ª a Phoenix, così come la 30ª al Footprint Center.
È stata anche l'ultima stagione sotto il mandato di proprietà di Robert Sarver, poiché è stato sospeso dalle attività a livello di campionato il 13 settembre 2022 a causa di un'indagine indipendente su Sarver iniziata la stagione prima di rivelare comportamenti inappropriati che aveva avuto durante il suo mandato come proprietario del franchising dei Suns. In seguito ha annunciato nello stesso mese che il proprietario della squadra di minoranza e vicepresidente dei Suns, Sam Garvin, avrebbe assunto la maggior parte dei compiti della squadra per il resto di questa stagione fino a quando la nuova proprietà non avrebbe rilevato Sarver come nuovi proprietari della squadra di maggioranza in futuro. Sarver alla fine accettò un accordo per vendere i suoi diritti di proprietà sia sui Suns che sui Phoenix Mercury a un gruppo di proprietà guidato dal CEO di United Wholesale Mortgage Mat Ishbia e suo fratello maggiore Justin Ishbia per un prezzo richiesto di 4 miliardi di dollari il 20 dicembre 2022, con la NBA che approva la nuova proprietà il 6 febbraio 2023 e un annuncio ufficiale che conferma l'accordo in arrivo il giorno dopo, il 7 febbraio 2023.
Durante lo stesso periodo di tempo, l'ala Jae Crowder ha accettato di restare fermo per il resto della stagione con i Suns fino all'annuncio di un potenziale scambio, avvenuto alla scadenza del 9 febbraio 2023. Alla fine Crowder è stato coinvolto in uno scambio a quattro vie in cui è stato inviato ai Milwaukee Bucks mentre inviavano i propri beni agli Indiana Pacers e ai Brooklyn Nets. In prossimità della scadenza commerciale della stagione 2022-23, i Suns sono stati coinvolti in una transazione di successo, in cui hanno scambiato Mikal Bridges, Cameron Johnson, quattro scelte del primo turno non protette e il diritto di scambiare le scelte del primo turno con i Suns nel 2028 per i Brooklyn Nets in cambio del 13 volte NBA All-Star e del 2 volte NBA Finals MVP Kevin Durant e la riacquisizione di T.J. Warren.
I Suns non sono riusciti a migliorare il record di 64-18 della stagione precedente dopo una sconfitta contro i Cleveland Cavaliers il 4 gennaio 2023. Marzo, i Suns hanno conquistato la loro terza stagione di vittorie consecutive il 31 marzo 2023 con una vittoria sui Denver Nuggets. Successivamente si sono assicurati la loro terza nascita consecutiva ai playoff il 4 aprile contro i San Antonio Spurs, con la testa di serie numero 4 nella Western Conference stabilita due giorni dopo contro i Nuggets.
Nei playoff, i Suns hanno sconfitto i Los Angeles Clippers al primo turno in una rivincita delle finali della Conference del 2021 in cui i Suns hanno vinto in sei partite. I Suns hanno vinto in cinque partite, vincendo le ultime quattro partite della serie dopo aver perso la prima partita in casa. Nelle semifinali della conferenza, hanno affrontato la testa di serie Denver Nuggets, una rivincita delle semifinali del 2021 in cui i Suns hanno battuto i Nuggets. Tuttavia, i Suns hanno perso in sei partite contro l'eventuale campione, subendo una sconfitta clamorosa sul campo di casa in semifinale per il secondo anno consecutivo.
I Suns hanno licenziato l'allenatore Monty Williams due giorni dopo la loro uscita post-stagionale dopo quattro stagioni con la squadra. Questa stagione è diventata anche l'ultima per l'emittente di lunga data dei Suns Al McCoy, che ha annunciato il suo ritiro dalle funzioni di trasmissione verso la fine di questa stagione dopo aver ricoperto il ruolo per i Suns dalla stagione 1972-73.

## Draft
Il Draft NBA 2022 si è tenuto il 23 giugno 2022. Ai Suns non spettavano scelte né al primo round né al secondo round.

## Roster
| \| Pos. \| Num. \| Naz. \| Nome \| Altezza \| Peso \| Data nascita \| Provenienza \| \| ---- \| ---- \| ---- \| ---------------- \| ------- \| ------ \| ------------ \| -------------------------------- \| \| C \| 22 \| \| Ayton, Deandre \| 213 cm \| 113 kg \| 23-07-1998 \| Arizona \| \| C \| 55 \| \| Bazley, Darius \| 206 cm \| 98 kg \| 12-06-2000 \| Princeton HS \| \| C \| 18 \| \| Biyombo, Bismack \| 203 cm \| 116 kg \| 28-08-1992 \| Repubblica Democratica del Congo \| \| G \| 1 \| \| Booker, Devin \| 196 cm \| 93 kg \| 30-10-1996 \| Kentucky \| \| AG \| 0 \| \| Craig, Torrey \| 201 cm \| 100 kg \| 19-12-1990 \| USC Upstate \| \| AG \| 35 \| \| Durant, Kevin \| 208 cm \| 109 kg \| 29-09-1988 \| Texas \| \| C \| 11 \| \| Landale, Jock \| 211 cm \| 116 kg \| 25-10-1995 \| Saint Mary's \| \| G \| 10 \| \| Lee, Damion \| 196 cm \| 95 kg \| 21-10-1992 \| Louisville \| \| P \| 38 \| \| Lee, Saben (TW) \| 188 cm \| 83 kg \| 23-06-1999 \| Vanderbilt \| \| G \| 2 \| \| Okogie, Josh \| 193 cm \| 97 kg \| 01-09-1998 \| Georgia Tech \| \| P \| 3 \| \| Paul, Chris \| 183 cm \| 79 kg \| 06-05-1985 \| Wake Forest \| \| P \| 15 \| \| Payne, Cameron \| 185 cm \| 83 kg \| 08-08-1994 \| Murray State \| \| G \| 8 \| \| Ross, Terrence \| 201 cm \| 93 kg \| 05-02-1991 \| Washington \| \| G \| 14 \| \| Shamet, Landry \| 193 cm \| 86 kg \| 13-03-1997 \| Wichita State \| \| AP \| 12 \| \| Wainright, Ish \| 196 cm \| 113 kg \| 12-09-1994 \| Baylor \| \| AP \| 21 \| \| Warren, T.J. \| 203 cm \| 100 kg \| 05-09-1993 \| North Carolina State \| | Allenatore - Monty Williams Assistente/i - Mark Bryant - Bryan Gates - Jarrett Jack - Patrick Mutombo - Brian Randle - Michael Ruffin - Steve Scalzi - Kevin Young (socio) Legenda - (C) Capitano - (FA) Free agent - (S) Sospeso - (TW) Contratto Two-way - (GL) Assegnato a squadra G League affiliata - Infortunato Roster • Transazioni · Ultima transazione: 15 febbraio 2023 |                                             |                  |         |        |              |                                  |
| Pos. | Num. | Naz.                                        | Nome             | Altezza | Peso   | Data nascita | Provenienza                      |
| C | 22 | Bahamas (bandiera)                          | Ayton, Deandre   | 213 cm  | 113 kg | 23-07-1998   | Arizona                          |
| C | 55 | Stati Uniti (bandiera)                      | Bazley, Darius   | 206 cm  | 98 kg  | 12-06-2000   | Princeton HS                     |
| C | 18 | RD del Congo (bandiera)                     | Biyombo, Bismack | 203 cm  | 116 kg | 28-08-1992   | Repubblica Democratica del Congo |
| G | 1 | Stati Uniti (bandiera)                      | Booker, Devin    | 196 cm  | 93 kg  | 30-10-1996   | Kentucky                         |
| AG | 0 | Stati Uniti (bandiera)                      | Craig, Torrey    | 201 cm  | 100 kg | 19-12-1990   | USC Upstate                      |
| AG | 35 | Stati Uniti (bandiera)                      | Durant, Kevin    | 208 cm  | 109 kg | 29-09-1988   | Texas                            |
| C | 11 | Australia (bandiera)                        | Landale, Jock    | 211 cm  | 116 kg | 25-10-1995   | Saint Mary's                     |
| G | 10 | Stati Uniti (bandiera)                      | Lee, Damion      | 196 cm  | 95 kg  | 21-10-1992   | Louisville                       |
| P | 38 | Stati Uniti (bandiera)                      | Lee, Saben (TW)  | 188 cm  | 83 kg  | 23-06-1999   | Vanderbilt                       |
| G | 2 | Nigeria (bandiera) · Stati Uniti (bandiera) | Okogie, Josh     | 193 cm  | 97 kg  | 01-09-1998   | Georgia Tech                     |
| P | 3 | Stati Uniti (bandiera)                      | Paul, Chris      | 183 cm  | 79 kg  | 06-05-1985   | Wake Forest                      |
| P | 15 | Stati Uniti (bandiera)                      | Payne, Cameron   | 185 cm  | 83 kg  | 08-08-1994   | Murray State                     |
| G | 8 | Stati Uniti (bandiera)                      | Ross, Terrence   | 201 cm  | 93 kg  | 05-02-1991   | Washington                       |
| G | 14 | Stati Uniti (bandiera)                      | Shamet, Landry   | 193 cm  | 86 kg  | 13-03-1997   | Wichita State                    |
| AP | 12 | Stati Uniti (bandiera) · Uganda (bandiera)  | Wainright, Ish   | 196 cm  | 113 kg | 12-09-1994   | Baylor                           |
| AP | 21 | Stati Uniti (bandiera)                      | Warren, T.J.     | 203 cm  | 100 kg | 05-09-1993   | North Carolina State             |

## Uniformi
Il fornitore ufficiale del materiale tecnico per la stagione 2022-2023 è Nike.
- Casa

| Association |

- Trasferta

| Icon |

- Alternativa

| Statement |

- Alternativa

| City |

- Alternativa

| Classic |

## Classifiche

### Pacific Division
| Pacific Division     | V  | S  | V%   | PR   | Casa  | Trasf | Div  | PG |
| -------------------- | -- | -- | ---- | ---- | ----- | ----- | ---- | -- |
| y – Sacramento Kings | 48 | 34 | .585 | 5,0  | 23–18 | 25–16 | 9–7  | 82 |
| x – Phoenix Suns     | 45 | 37 | .549 | 8,0  | 28–13 | 17–24 | 9–7  | 82 |
| x – L.A. Clippers    | 44 | 38 | .537 | 9,0  | 23–18 | 21–20 | 9–7  | 82 |
| x – G.S. Warriors    | 44 | 38 | .537 | 9,0  | 33–8  | 11–30 | 7–9  | 82 |
| x – L.A. Lakers      | 43 | 39 | .524 | 10,0 | 23–18 | 20–21 | 6–10 | 82 |

### Western Conference
| Western Conference | Western Conference      | Western Conference | Western Conference | Western Conference | Western Conference | Western Conference |
| #                  | Squadra                 | V                  | S                  | V%                 | PR                 | PG                 |
| ------------------ | ----------------------- | ------------------ | ------------------ | ------------------ | ------------------ | ------------------ |
| 1                  | c – Denver Nuggets *    | 53                 | 29                 | .646               | –                  | 82                 |
| 2                  | y – Memphis Grizzlies * | 51                 | 31                 | .622               | 2,0                | 82                 |
| 3                  | y – Sacramento Kings *  | 48                 | 34                 | .585               | 5,0                | 82                 |
| 4                  | x – Phoenix Suns        | 45                 | 37                 | .549               | 8,0                | 82                 |
| 5                  | x – L.A. Clippers       | 44                 | 38                 | .537               | 9,0                | 82                 |
| 6                  | x – G.S. Warriors       | 44                 | 38                 | .537               | 9,0                | 82                 |
|                    |                         |                    |                    |                    |                    |                    |
| 7                  | x – L.A. Lakers         | 43                 | 39                 | .524               | 10,0               | 82                 |
| 8                  | x – Minnesota T'wolves  | 42                 | 40                 | .512               | 11,0               | 82                 |
| 9                  | pi – N.O. Pelicans      | 42                 | 40                 | .512               | 11,0               | 82                 |
| 10                 | pi – Oklahoma Thunder   | 40                 | 42                 | .488               | 13,0               | 82                 |
|                    |                         |                    |                    |                    |                    |                    |
| 11                 | Dallas Mavericks        | 38                 | 44                 | .463               | 15,0               | 82                 |
| 12                 | Utah Jazz               | 37                 | 45                 | .451               | 16,0               | 82                 |
| 13                 | Portland T. Blazers     | 33                 | 49                 | .402               | 20,0               | 82                 |
| 14                 | Houston Rockets         | 22                 | 60                 | .268               | 31,0               | 82                 |
| 15                 | San Antonio Spurs       | 22                 | 60                 | .268               | 31,0               | 82                 |

Note:
- z – Fattore campo per gli interi playoff
- c – Fattore campo per le finali di Conference
- y – Campione della division
- x – Qualificata ai playoff
- p – Qualificata ai play-in
- e – Eliminata dai playoff
- * – Leader della division

## Risultati

### Preseason
|  | Denota le partite vinte |
|  | Denota le partite perse |

### Regular season
|  | Denota le partite vinte |
|  | Denota le partite perse |

### Play-off
|  | Denota le partite vinte |
|  | Denota le partite perse |

## Mercato

### Scambi
| 6.7.2022 | Phoenix Suns Jock Landale | Atlanta Hawks Considerazioni in denaro |
| 9.2.2023 | Scambi a quattro squadre | Scambi a quattro squadre |
| 9.2.2023 | Phoenix Suns Kevin Durant (da Brooklyn) T.J. Warren (da Brooklyn) | Milwaukee Bucks Jae Crowder (da Phoenix) |
| 9.2.2023 | Brooklyn Nets Mikal Bridges (da Phoenix) Cameron Johnson (da Phoenix) Diritti Draft a Juan Pablo Vaulet (2015 #39) (da Indiana) Scelta del 1º giro Draft 2023 (da Phoenix) Scelta del 1º giro Draft 2025 (da Phoenix) Scelta del 1º giro Draft 2027 (da Phoenix) Diritto di scambiare le scelte 1º giro Draft 2028 (da Phoenix) Scelta del 2º giro Draft 2028 (da Milwaukee) Scelta del 1º giro Draft 2029 (da Phoenix) Scelta del 2º giro Draft 2029 (da Milwaukee) | Indiana Pacers George Hill (da Milwaukee) Serge Ibaka (da Milwaukee) Jordan Nwora (da Milwaukee) Scelta del 2º giro Draft 2023 (da Milwaukee) Scelta del 2º giro Draft 2024 (da Milwaukee) Scelta del 2º giro Draft Indiana 2025 (da Milwaukee) Considerazioni in contanti (da Brooklyn) |
| 9.2.2023 | Phoenix Suns Darius Bazley | Oklahoma Thunder Dario Šarić Scelta del 2º giro Draft 2029 Considerazioni in contanti |

### Free Agency

#### Rinnovi
| Data                                                        | Giocatore       | Ref.   |
| ----------------------------------------------------------- | --------------- | ------ |
| 5.7.2022                                                    | Bismack Biyombo | [ 17 ] |
| 19.7.2022                                                   | Deandre Ayton   | [ 18 ] |
| 3.8.2022 (Contratto Two-way) 24.2.2023 (Contratto regolare) | Ish Wainright   |        |

#### Acquisti
| Data                               | Giocatore            | Provenienza                               | Ref.   |
| ---------------------------------- | -------------------- | ----------------------------------------- | ------ |
| 5.7.2022                           | Damion Lee           | G.S. Warriors                             | [ 19 ] |
| 5.7.2022                           | Josh Okogie          | Minnesota T'wolves                        | [ 20 ] |
| 3.8.2022                           | Duane Washington Jr. | Indiana Pacers / F.W. Mad Ants            |        |
| 11.10.2022 11 & 21.1.2023 1.2.2023 | Saben Lee            | Detroit Pistons / Utah Jazz / Raptors 905 |        |
| 15.2.2023                          | Terrence Ross        | Orlando Magic                             |        |

#### Cessioni
| Giocatore            | Motivo                        | Nuova squadra(e)               | Ref.   |
| -------------------- | ----------------------------- | ------------------------------ | ------ |
| Aaron Holiday        | Free agent                    | Atlanta Hawks                  | [ 21 ] |
| JaVale McGee         | Free agent                    | Dallas Mavericks               | [ 22 ] |
| Gabriel Lundberg     | Free agent                    | Virtus Bologna                 | [ 23 ] |
| Elfrid Payton        | Free agent                    | F.W. Mad Ants / Osos de Manatí |        |
| Duane Washington Jr. | Rinuncia al contratto Two-way | N.Y. Knicks / Westch. Knicks   |        |

## Statistiche

### Statistiche di squadra
| Competizione      | In casa | In casa | In casa | In casa | In casa | In trasferta | In trasferta | In trasferta | In trasferta | In trasferta | Totale | Totale | Totale | Totale | Totale | Totale |
| Competizione      | G       | V       | P       | Ptf     | Pts     | G            | V            | P            | Ptf          | Pts          | G      | V      | P      | Ptf    | Pts    | Diff.  |
| ----------------- | ------- | ------- | ------- | ------- | ------- | ------------ | ------------ | ------------ | ------------ | ------------ | ------ | ------ | ------ | ------ | ------ | ------ |
| Stagione regolare | 41      | 28      | 13      | 4562    | 4384    | 41           | 17           | 24           | 4757         | 4765         | 82     | 45     | 37     | 9319   | 9149   | +170   |
| Playoff           | 6       | 4       | 2       | 709     | 717     | 5            | 2            | 3            | 537          | 564          | 11     | 6      | 5      | 1246   | 1281   | -35    |
| Totale            | 47      | 32      | 15      | 5271    | 5101    | 46           | 19           | 27           | 5294         | 5329         | 93     | 51     | 42     | 10565  | 10430  | +135   |

### Statistiche individuali

#### Stagione regolare
|               |    |      |    |      | Tiri da 2 | Tiri da 2 | Tiri da 2 | Tiri da 3 | Tiri da 3 | Tiri da 3 | Tiri liberi | Tiri liberi | Tiri liberi | Rimbalzi | Rimbalzi | Rimbalzi | Palle | Palle |     |      |      |      |
| Giocatore     | PG | PUN  | SF | MIN  | R         | T         | %         | R         | T         | %         | R           | T           | %           | O        | D        | T        | P     | R     | S   | FC   | Ass  | +/-  |
| ------------- | -- | ---- | -- | ---- | --------- | --------- | --------- | --------- | --------- | --------- | ----------- | ----------- | ----------- | -------- | -------- | -------- | ----- | ----- | --- | ---- | ---- | ---- |
| D. Ayton      | 67 | 1203 | 67 | 2035 | 515       | 863       | 59,7      | 7         | 24        | 29,2      | 152         | 200         | 76,0        | 172      | 495      | 667      | 120   | 37    | 53  | 190  | 115  | -7   |
| D. Bazley     | 7  | 28   | 0  | 61   | 10        | 17        | 58,8      | 2         | 8         | 25,0      | 2           | 5           | 40,0        | 5        | 11       | 16       | 5     | 3     | 5   | 9    | 6    | -37  |
| B. Biyombo    | 61 | 263  | 14 | 874  | 119       | 206       | 57,8      | 0         | 0         | 0         | 25          | 70          | 35,7        | 89       | 171      | 260      | 51    | 18    | 88  | 114  | 56   | +48  |
| D. Booker     | 53 | 1471 | 53 | 1835 | 416       | 751       | 55,4      | 111       | 316       | 35,1      | 306         | 358         | 85,5        | 46       | 194      | 240      | 145   | 51    | 18  | 159  | 293  | +247 |
| M. Bridges    | 56 | 965  | 56 | 2040 | 253       | 503       | 50,3      | 101       | 261       | 38,7      | 156         | 174         | 89,7        | 56       | 187      | 243      | 78    | 65    | 45  | 115  | 201  | +43  |
| T. Craig      | 79 | 588  | 60 | 1948 | 247       | 128       | 51,8      | 228       | 500       | 45,6      | 32          | 45          | 71,1        | 145      | 281      | 426      | 73    | 50    | 62  | 179  | 117  | -177 |
| K. Durant     | 8  | 208  | 8  | 269  | 51        | 87        | 58,6      | 22        | 41        | 53,7      | 40          | 48          | 83,3        | 3        | 48       | 51       | 20    | 2     | 10  | 7    | 28   | +69  |
| C. Johnson    | 17 | 236  | 16 | 429  | 37        | 74        | 50,0      | 45        | 99        | 45,5      | 27          | 33          | 81,8        | 14       | 51       | 65       | 10    | 15    | 6   | 29   | 26   | +97  |
| J. Landale    | 69 | 456  | 4  | 979  | 157       | 253       | 62,1      | 21        | 84        | 25,0      | 79          | 105         | 75,2        | 119      | 161      | 280      | 59    | 16    | 30  | 126  | 68   | +141 |
| D. Lee        | 74 | 604  | 5  | 1506 | 90        | 205       | 43,9      | 110       | 247       | 45,5      | 94          | 104         | 90,4        | 39       | 186      | 225      | 78    | 30    | 7   | 118  | 99   | +79  |
| S. Lee        | 23 | 145  | 1  | 363  | 35        | 88        | 39,8      | 11        | 29        | 37,9      | 42          | 57          | 73,7        | 13       | 32       | 45       | 21    | 18    | 1   | 31   | 65   | -35  |
| J. Okogie     | 72 | 529  | 26 | 1350 | 96        | 217       | 44,2      | 66        | 197       | 33,5      | 139         | 192         | 72,4        | 109      | 142      | 251      | 63    | 56    | 34  | 114  | 105  | +106 |
| C. Paul       | 59 | 819  | 59 | 1889 | 196       | 407       | 48,2      | 98        | 261       | 37,5      | 133         | 160         | 83,1        | 27       | 224      | 251      | 114   | 91    | 22  | 126  | 524  | +84  |
| C. Payne      | 48 | 493  | 15 | 968  | 120       | 268       | 44,8      | 68        | 185       | 36,8      | 49          | 64          | 76,6        | 12       | 94       | 106      | 81    | 33    | 8   | 88   | 214  | +77  |
| T. Ross       | 21 | 188  | 0  | 386  | 37        | 68        | 54,4      | 34        | 98        | 34,7      | 12          | 14          | 85,7        | 12       | 57       | 69       | 6     | 10    | 2   | 44   | 41   | -35  |
| D. Šarić      | 37 | 215  | 12 | 533  | 49        | 109       | 45,0      | 27        | 69        | 39,1      | 36          | 44          | 81,8        | 39       | 103      | 142      | 36    | 13    | 5   | 69   | 57   | -28  |
| L. Shamet     | 40 | 346  | 9  | 807  | 38        | 101       | 37,6      | 75        | 199       | 37,7      | 45          | 51          | 88,2        | 11       | 56       | 67       | 36    | 26    | 5   | 61   | 93   | +38  |
| I. Wainright  | 60 | 251  | 2  | 915  | 27        | 54        | 50,0      | 57        | 173       | 32,9      | 26          | 31          | 83,9        | 45       | 94       | 139      | 22    | 38    | 22  | 117  | 53   | +92  |
| D. Washington | 31 | 244  | 3  | 394  | 54        | 145       | 37,2      | 40        | 111       | 36,0      | 16          | 24          | 66,7        | 2        | 34       | 36       | 34    | 6     | 4   | 23   | 63   | -6   |
| T.J. Warren   | 16 | 67   | 0  | 197  | 24        | 51        | 47,1      | 6         | 19        | 31,6      | 1           | 2           | 50,0        | 13       | 36       | 49       | 3     | 7     | 5   | 20   | 11   | +54  |
| Totale        | 82 | 9319 | –  | –    | 2452      | 4714      | 52,0      | 1001      | 2674      | 37,4      | 1412        | 1781        | 79,3        | 971      | 2657     | 3628     | 1110  | 585   | 432 | 1739 | 2235 | +850 |

#### Playoff
|              |    |      |    |     | Tiri da 2 | Tiri da 2 | Tiri da 2 | Tiri da 3 | Tiri da 3 | Tiri da 3 | Tiri liberi | Tiri liberi | Tiri liberi | Rimbalzi | Rimbalzi | Rimbalzi | Palle | Palle |    |     |     |     |
| Giocatore    | PG | PUN  | SF | MIN | R         | T         | %         | R         | T         | %         | R           | T           | %           | O        | D        | T        | P     | R     | S  | FC  | Ass | +/- |
| ------------ | -- | ---- | -- | --- | --------- | --------- | --------- | --------- | --------- | --------- | ----------- | ----------- | ----------- | -------- | -------- | -------- | ----- | ----- | -- | --- | --- | --- |
| D. Ayton     | 10 | 134  | 10 | 319 | 61        | 111       | 55,0      | 0         | 0         | 0         | 12          | 23          | 52,2        | 29       | 68       | 97       | 17    | 6     | 7  | 35  | 10  | -20 |
| B. Biyombo   | 8  | 27   | 0  | 78  | 9         | 16        | 56,3      | 0         | 0         | 0         | 9           | 18          | 50,0        | 10       | 17       | 27       | 6     | 0     | 10 | 18  | 6   | -21 |
| D. Booker    | 11 | 371  | 11 | 459 | 110       | 180       | 61,1      | 31        | 61        | 50,8      | 58          | 67          | 86,6        | 12       | 41       | 53       | 32    | 19    | 9  | 37  | 79  | -37 |
| T. Craig     | 11 | 71   | 5  | 183 | 15        | 20        | 75,0      | 11        | 25        | 44,0      | 8           | 9           | 88,9        | 7        | 18       | 25       | 3     | 5     | 2  | 23  | 6   | +1  |
| K. Durant    | 11 | 319  | 11 | 466 | 90        | 173       | 52,0      | 17        | 51        | 33,3      | 88          | 96          | 91,7        | 7        | 89       | 96       | 39    | 9     | 15 | 29  | 61  | -5  |
| J. Landale   | 7  | 43   | 1  | 113 | 17        | 26        | 65,4      | 0         | 1         | 0         | 9           | 14          | 64,3        | 10       | 18       | 28       | 2     | 3     | 3  | 15  | 3   | +26 |
| D. Lee       | 8  | 17   | 0  | 89  | 3         | 5         | 60,0      | 3         | 15        | 20,0      | 2           | 2           | 100,0       | 4        | 7        | 11       | 1     | 2     | 0  | 8   | 5   | +0  |
| J. Okogie    | 10 | 41   | 5  | 175 | 12        | 23        | 52,2      | 2         | 14        | 14,3      | 11          | 13          | 84,6        | 12       | 9        | 21       | 3     | 6     | 2  | 18  | 13  | -47 |
| C. Paul      | 7  | 87   | 7  | 250 | 29        | 63        | 46,0      | 9         | 28        | 32,1      | 2           | 4           | 50,0        | 5        | 30       | 35       | 7     | 12    | 5  | 16  | 52  | +39 |
| C. Payne     | 7  | 57   | 4  | 152 | 12        | 21        | 57,1      | 11        | 27        | 40,7      | 0           | 3           | 0           | 0        | 14       | 14       | 9     | 3     | 2  | 15  | 20  | -31 |
| T. Ross      | 6  | 22   | 0  | 69  | 2         | 5         | 40,0      | 6         | 22        | 27,3      | 0           | 0           | 0           | 0        | 8        | 8        | 1     | 1     | 2  | 6   | 1   | -6  |
| L. Shamet    | 10 | 48   | 1  | 184 | 6         | 16        | 37,5      | 11        | 29        | 37,9      | 3           | 4           | 75,0        | 3        | 14       | 17       | 4     | 2     | 1  | 15  | 11  | -26 |
| I. Wainright | 6  | 3    | 0  | 21  | 0         | 0         | 0         | 1         | 4         | 25,0      | 0           | 0           | 0           | 0        | 1        | 1        | 0     | 0     | 1  | 2   | 0   | -7  |
| T.J. Warren  | 6  | 16   | 0  | 81  | 5         | 12        | 41,7      | 1         | 7         | 14,3      | 3           | 4           | 75,0        | 2        | 5        | 7        | 1     | 1     | 3  | 5   | 3   | +9  |
| Totale       | 11 | 1256 | –  | –   | 371       | 671       | 55,3      | 103       | 284       | 36,3      | 205         | 257         | 79,8        | 101      | 339      | 440      | 133   | 69    | 62 | 242 | 270 | -25 |